# Hartman Hoekstra

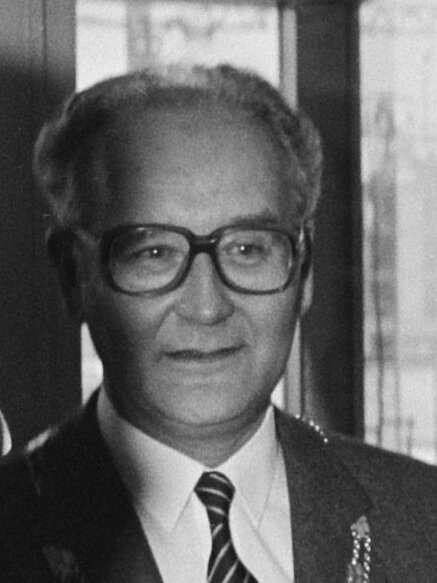
Hoekstra, 1985

Hartman Hoekstra (Oldeboorn, 14 oktober 1926 – Oudehaske, 7 september 2007) was een Nederlands politicus van de VVD.
Na de hbs behaalde hij zijn onderwijzersakte en werd hij schoolhoofd in Ooltgensplaat waar hij te maken kreeg met de watersnoodramp van 1953. Daarna werd hij in Bussum directeur van de Gooilandschool voor basisonderwijs. Midden 1964 keerde hij terug naar Friesland omdat hij, toen nog partijloos, benoemd werd tot burgemeester van Menaldumadeel. In oktober 1972 volgde zijn benoeming tot burgemeester van Heiloo en vanaf december 1978 was Hoekstra de burgemeester van Zoetermeer. In mei 1988 ging hij vervroegd met pensioen waarna hij opnieuw terugkeerde naar Friesland waar Hoekstra in 2007 op 80-jarige leeftijd overleed.